# Pelinopsis pachyzanclodes
Pelinopsis pachyzancloides is een vlinder uit de familie van de grasmotten (Crambidae). De wetenschappelijke naam van de soort is voor het eerst gepubliceerd in 1905 door Paul Dognin. Het is de typesoort van het geslacht Pelinopsis, dat Dognin in dezelfde publicatie als nieuw beschreef.
Het exemplaar dat Dognin beschreef was afkomstig uit Loja in Ecuador.